# 塞旺伊什
塞旺伊什是葡萄牙布拉加区的一个堂区。总面积9.63平方公里，总人口1856人，人口密度192,7人/平方公里。